# Erzieherische Maßnahme
Eine Erzieherische Maßnahme (EM) ist ein im „Erlass Erzieherische Maßnahmen“ (EEM) für die Soldaten der Bundeswehr als zulässig festgelegtes Führungs- und Erziehungsmittel im täglichen Dienst.

## Allgemeines
Der Erlass wurde in den 1960er Jahren entwickelt und als Taschenkarte jedem Vorgesetzten an die Hand gegeben. Er war ab März 1970 Teil der ZDv 14/3, B 160. Die Neufassung 1988 trat am 1. Januar 1989 in Kraft. Mit dem Erlass „Erzieherische Maßnahmen“ mit Beispielsammlung und Übersicht vom März 2009 erfolgte eine erneute Anpassung an die Veränderungen in den Streitkräften der Bundeswehr; die Ausbildungshilfe „Erzieherische Maßnahmen“ Neufassung 1988 Stand 2002 wurde gleichzeitig außer Kraft gesetzt.
Eine Erzieherische Maßnahme kann ein Soldat nur unmittelbar mit den Rechtsbehelfen nach der Wehrbeschwerdeordnung (WBO) anfechten.

## Inhalt

### Zweck und Bedeutung (Kapitel 1)
Der Erlass stellt die Soldatische Erziehung als Teil einer zeitgemäßen Menschenführung heraus, orientiert an den Grundsätzen der Inneren Führung mit dem Leitbild vom Staatsbürger in Uniform. Er betont unter anderem die Stärkung der soldatischen Ordnung, der Disziplin und des kameradschaftlichen Zusammenhalts. Das persönliche Beispiel der Vorgesetzten wird als das wirkungsvollste Mittel der Erziehung herausgestellt. Erzieherische Maßnahmen sind die mit dem Erlass abschließend geregelten Erziehungsmittel. Eine EM dient nicht zur Bestrafung oder Vergeltung. Sie soll Gutwillige bestätigen, Leistungswillige fördern, Gleichgültige anspornen und Unwillige wirksam an ihre Pflichten erinnern.
Durch die sinnvolle Anwendung der erzieherischen Maßnahmen (EM) soll der Vorgesetzte das Verantwortungsbewusstsein und die innere Bereitschaft zur Mitarbeit wecken, erhalten und vertiefen.

### Handhabung (Kapitel 2)
Verhalten oder Leistung sollen klar bewertet werden. Zitat: „Nur Vorgesetzte, die auch loben, bringen Tadel voll zur Wirkung.“ EM sollen auch für Kameraden gerechtfertigt sein; EM wegen Mängel sollen grundsätzlich nicht vor Anderen angewandt und bekannt gemacht werden. Die Ansprüche auf Freizeit und Planbarkeit der Freizeit und die Entfernung zum Wohnort sollen berücksichtigt werden.

### Allgemeine Zulässigkeitsvoraussetzungen (Kapitel 3)
Die Grenzen der EM werden gesetzt durch
- Menschenwürde, körperliche Unversehrtheit und Freiheit der Person,
- Gesetze, Vorschriften und Erlasse,
- Gesundheit der Soldaten,
- Sicherheitsbestimmungen.

EM müssen im angemessenen Verhältnis und inneren Zusammenhang zum Anlass stehen und zeitnah angewandt werden. Sie dürfen nicht zu einer willkürlichen Erschwerung des Dienstes führen. Ankündigungen von EM ohne festgestellte Mängel sind unzulässig. Vor der Anwendung einer EM wegen eines Mangels soll der betroffenen Person die Gelegenheit zu einer Äußerung gegeben werden. Sippenhaft ist unzulässig. EM sind kein Ersatz für Maßnahmen nach der Wehrdisziplinarordnung. Zu Unrecht oder unzuständig angewandte EM sind aufzuheben. Neben einer Disziplinarmaßnahmen wegen eines Dienstvergehens sind nur die ersten drei der Allgemeinen EM anwendbar. Detailregelungen sind zu beachten.

### Allgemeine Erzieherische Maßnahmen (Kapitel 4)
Zu diesen Maßnahmen sind alle Vorgesetzten befugt.
- Bei guten Leistungen
  - Lob
  - Herausstellen der besonderen Leistungen vor anderen
  - Übertragung einzelner Aufgaben mit erhöhter Verantwortung
  - Dienstpausen
  - Meldung der besonderen Leistung oder des vorbildlichen Verhaltens an den nächsten Vorgesetzten oder an den Disziplinarvorgesetzten und deren Bekanntgabe an den Soldaten

- Bei Mängeln
  - Belehrung
  - Zurechtweisung
  - Warnung
  - Verlängerung eines einzelnen Teilabschnitts des Dienstes/der Ausbildung (Besondere Auflagen sind dabei zu berücksichtigen)
  - Meldung des Mangels an den Vorgesetzten oder an den Disziplinarvorgesetzten und deren Bekanntgabe an den Soldaten

### Zusätzliche Erzieherische Maßnahmen (Kapitel 5)
Zu diesen Erzieherische Maßnahmen sind befugt
- Kompaniefeldwebel oder Vorgesetzte in entsprechender Dienststellung gegenüber den Unteroffizieren und Mannschaften der Einheit, die im Dienstgrad nicht über ihnen stehen.
- Unteroffiziere mit Portepee und Offiziere, wenn sie nach § 1, 2, 3 und 5 der VorgV vorgesetzt sind, gegenüber den ihnen unterstellten Soldaten.
- Unteroffiziere ohne Portepee, die mit der Führung eines Zuges oder einer vergleichbaren Teileinheit durch den Disziplinarvorgesetzten beauftragt sind, gegenüber den ihnen unterstellten Soldaten.

Bei guten Leistungen:
- Übertragung oder Erweiterung von Führungsverantwortung für eine bestimmte Zeit.
- Befreiung von bestimmten Dienstverrichtungen oder Ausbildungsabschnitten im Einzelfall.
- Vorzeitige Beendigung des Ausbildungsabschnitts/Dienstabschnitts. Nur zulässig, wenn der Vorgesetzte Leitender und der beabsichtigte Ausbildungszweck/Dienstzweck erreicht ist.

Disziplinarvorgesetzte können ihr Recht, den Dienst vorzeitig zu beenden auf die oben Genannten delegieren, wenn der Ausbildungsabschnitt am Ende des Diensttages liegt.
Bei Mängeln
Unter Beachtung detaillierter Auflagen sind zulässig:
- Schriftliche Ausarbeitungen,
- Wiederholungsdienst bis zu einer Stunde.

### Besondere Erzieherische Maßnahmen (Kapitel 6)
Dazu sind nur Disziplinarvorgesetzte (z. B. Kompaniechefs) befugt. Sie haben diese Maßnahmen mit Namen, Datum und Gründen schriftlich festzuhalten. Auflagen sind zu beachten.
Bei guten Leistungen:
- Vorzeitige Beendigung des Dienstes.
- Förderung durch Erweiterung des Verantwortungsbereichs oder Weiterbildungsmaßnahmen.
- Nur während der Grundausbildung zulässig: Gewährung von Nachtausgang an Tagen, auf die ein Dienst für die Betroffenen folgt.[5]

Zur Aufhebung von EM befugt sind die Disziplinarvorgesetzten, die die EM angewandt haben.
Bei Mängeln:
- Zusatzdienst als Wiederholungsdienst zum Erreichen eines Ausbildungsziels. Soweit es die Art des Wiederholungsdienstes erfordert, hat der Disziplinarvorgesetzte die Dienstaufsicht selbst auszuüben. Eine Einteilung zum Wachdienst ist nur zulässig, wenn der Soldat im Wachdienst gegen Wachvorschriften verstoßen hat. Auflagen sind zu beachten.
- Versagen bereits gewährten Nachtausganges.
- Einschränkung der Befugnisse eines Vorgesetzten zur selbständigen Anwendung einzelner Erzieherischer Maßnahmen

Die Vertrauensperson kann vom Disziplinarvorgesetzten angehört werden. Vor Anwendung von Besondere EM gegen die Vertrauensperson soll die Zustimmung des nächsthöheren Disziplinarvorgesetzten eingeholt werden.

### Schlussbestimmungen (Kapitel 7)
Der Erlass ist auf Lehrgängen und in der Truppe zu vermitteln. In der Allgemeinen Grundausbildung ist darüber zu unterrichten. Er ist den Vorgesetzten auszuhändigen und allen Soldaten zugänglich zu machen.

## Beispielsammlung
Sie ist Ergänzung, nicht Bestandteil des Erlasses. Sie soll Hilfen und Anregungen geben und Bestimmungen veranschaulichen und verdeutlichen. Die rechtlichen Aussagen der Beispiele sind verbindlich. die aufgeführten Beispiele sind entsprechend der oben angeführten Kapitel gegliedert.

## Arten
Die Erzieherischen Maßnahmen sind in drei Kategorien eingeteilt:

### Allgemeine Erzieherische Maßnahmen, Kapitel 5
Zu diesen Maßnahmen sind alle Vorgesetzten befugt.
- Bei guten Leistungen
  - Lob
  - Herausstellen der besonderen Leistungen vor anderen
  - Übertragung einzelner Aufgaben mit erhöhter Verantwortung
  - Dienstpausen
  - Meldung der besonderen Leistung oder des vorbildlichen Verhaltens an den nächsten Vorgesetzten oder an den Disziplinarvorgesetzten und deren Bekanntgabe an den Soldaten

- Bei Mängeln
  - Belehrung
  - Zurechtweisung
  - Warnung
  - Verlängerung eines einzelnen Teilabschnitts des Dienstes/der Ausbildung (Besondere Auflagen sind dabei zu berücksichtigen)
  - Meldung des Mangels an den Vorgesetzten oder an den Disziplinarvorgesetzten und deren Bekanntgabe an den Soldaten

### Zusätzliche Erzieherische Maßnahmen, Kapitel 6
Zu diesen Erzieherische Maßnahmen sind befugt
- Kompaniefeldwebel oder Vorgesetzte in entsprechender Dienststellung gegenüber allen Unteroffizieren und Mannschaften der Einheit, die Stabs-/Oberstabsfeldwebel (-bootsmänner) ausgenommen.
- Unteroffiziere mit Portepee und Offiziere, wenn sie nach § 1, 2, 3 und 5 der VorgV vorgesetzt sind, gegenüber den ihnen unterstellten Soldaten.
- Unteroffiziere ohne Portepee, die mit der Führung eines Zuges oder einer vergleichbaren Teileinheit durch den Disziplinarvorgesetzten beauftragt sind, gegenüber den ihnen unterstellten Soldaten.

Bei guten Leistungen:
- Übertragung oder Erweiterung von Führungsverantwortung für eine bestimmte Zeit.
- Befreiung von bestimmten Dienstverrichtungen oder Ausbildungsabschnitten im Einzelfall.
- Vorzeitige Beendigung des Ausbildungsabschnitts/Dienstabschnitts. Nur zulässig, wenn der Vorgesetzte Leitender und der beabsichtigte Ausbildungszweck/Dienstzweck erreicht ist.

Bei Mängeln
- Schriftliche Ausarbeitungen (Auflagen sind zu beachten.)
- Wiederholungsdienst bis zu einer Stunde. (Ist grundsätzlich dem Disziplinarvorgesetzten vorbehalten. Ausnahmen sind möglich; dann hat der Vorgesetzte grundsätzlich die Dienstaufsicht selbst zu übernehmen.)

### Besondere Erzieherische Maßnahmen, Kapitel 7
Dazu sind nur Disziplinarvorgesetzte (z. B. Kompaniechef) befugt. Sie haben diese Maßnahmen mit Namen, Datum und Gründen schriftlich festzuhalten. Auflagen sind zu beachten.
Bei guten Leistungen:
- Vorzeitige Beendigung des Dienstes.
- Förderung durch Erweiterung des Verantwortungsbereichs oder Weiterbildungsmaßnahmen.
- Aufhebung von Erzieherischen Maßnahmen.

Bei Mängeln:
- Zusatzdienst als Wiederholungsdienst zum Erreichen eines Ausbildungsziels. Soweit es die Art des Wiederholungsdienstes erfordert, hat der Disziplinarvorgesetzte die Dienstaufsicht selbst auszuüben. Eine Einteilung zum Wachdienst ist nur zulässig, wenn der Soldat im Wachdienst gegen Wachvorschriften verstoßen hat. Auflagen sind zu beachten.
- Versagen von Nachtausgang an Tagen, auf die ein Dienst für den betroffenen Soldaten folgt. Diese Maßnahme ist nur gegen Mannschaften während der Grundausbildung zulässig
- Einschränkung der Befugnisse eines Vorgesetzten zur selbständigen Anwendung einzelner Erzieherischer Maßnahmen